# Język malgaski
Język malgaski (Fiteny malagasy) – język należący do rodziny austronezyjskiej, zaliczany do grupy barito. Używany jest przede wszystkim na Madagaskarze (gdzie ma status języka urzędowego, obok francuskiego) oraz przez skupiska osób pochodzenia malgaskiego na Komorach, Reunionie i Majotcie.
Jest to jedyny język austronezyjski funkcjonujący w Afryce oraz najbardziej wysunięty na zachód przedstawiciel tej rodziny. Nie jest spokrewniony z sąsiednimi językami Afryki.

## Dialekty i piśmiennictwo

Rozmieszczenie dialektów języka malgaskiego

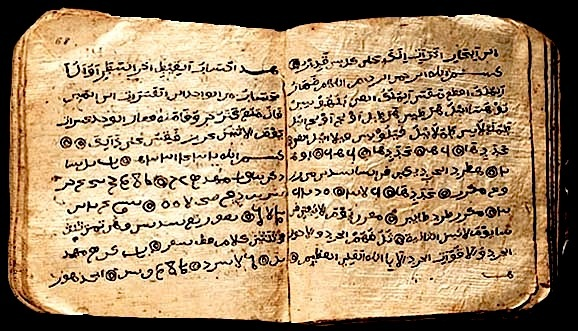
Malgaski w piśmie sorabe

Przeważnie wyróżnia się 18 malgaskich grup etnicznych; z podziałem tym powiązany jest podział na odmiany regionalne języka. Serwis Ethnologue (wyd. 17, 2014) traktuje malgaski jako makrojęzyk i odrębnie rozpatruje jego 11 odmian:
- Antankarana (kod ISO: xmv)
- Betsimisaraka północny (bmm)
- Betsimisaraka południowy (bzc)
- Bara (bhr)
- Masikoro (msh)
- Plateau (plt), obejmujący dialekty merina, betsileo, bezanozano, sihanaka, tanala, vakinankaritra, zafimaniry.
- Sakalava (skg)
- Tandroy-mahafaly (tdx)
- Tanosy (txy)
- Tesaka (tkg)
- Tsimihety (xmw)

Niektóre z dialektów malgaskich są sobie na tyle bliskie, że trudno w jednoznaczny sposób dokonać ich klasyfikacji; powstało wiele propozycji podziału. Choć nazwy poszczególnych grup malgaskich bywają utożsamiane z nazwami dialektów, to nie istnieje pełna zgodność między podziałami etnicznymi i geopolitycznymi a cechami językowymi. Według podstawowej klasyfikacji geograficznej dialekty malgaskie tworzą dwie (wschodnią i zachodnią) lub pięć grup (północną, południowo-zachodnią, zachodnią, wschodnią i centralną).  
Część publikacji (w tym Glottolog) wyróżnia nie jeden język malgaski, lecz grupę języków malgaskich (Malagasic languages). Niemniej dominuje konwencjonalne podejście, zgodnie z którym malgaski jest klasyfikowany jako jeden język. Madagaskar jest wręcz zaskakująco mało zróżnicowany pod względem języka, biorąc pod uwagę wielkość wyspy i poziom różnorodności językowej w wielu innych zakątkach świata. Różnice między dialektami malgaskimi nie są bardzo duże i dotyczą przede wszystkim cech fonetycznych oraz leksyki, a w mniejszym zakresie gramatyki. Dialekty malgaskie są w większości wzajemnie zrozumiałe. Opisem i regulacją języka malgaskiego zajmuje się Akademia Malgaska (fr. Académie Malgache, malg. Akademia Malagasy).
Na wyspie Majotta w archipelagu Komorów używany jest dialekt bushi, będący językiem migrantów z Madagaskaru.
Podstawę języka standardowego stanowi dialekt merina z centralnej części wyspy. Oficjalny malgaski zaczerpnął jednak też pewne elementy innych odmian. Pozostałe dialekty są w dużej mierze słabo udokumentowane. Odmiany regionalne zasadniczo pozostają w powszechnym użyciu; ponadto wyniesienie dialektu merina do roli standardu spotkało się ze sprzeciwem innych grup etnicznych (m.in. z tego względu dużą rolę w komunikacji publicznej odgrywa język francuski).
Do XIX wieku nie był powszechnie zapisywany. Przynajmniej od XV wieku wykorzystywano alfabet arabski (sorabe), aczkolwiek w ograniczonym zakresie (posługiwała się nim jedynie grupa Antaimoro); w alfabecie arabskim zapisywano kroniki, przepowiednie oraz traktaty z dziedzin astrologii i medycyny. Nie stwierdzono istnienia wcześniejszego systemu pisma. Bardzo bogata tradycja w literaturze ustnej. W I poł. XIX wieku wprowadzono alfabet łaciński. Biblię w języku malgaskim, przetłumaczoną przez misjonarzy Londyńskiego Towarzystwa Misyjnego, wydano w roku 1835. W XX wieku nastąpił rozkwit literatury w tym języku.
Niektóre właściwości tradycyjnego zapisu sorabe – w tym sama nazwa systemu pisma (od słów: soratra – „pismo”, be – „duży”) – wskazują na jego związek z Azją Południowo-Wschodnią. Według jednej z propozycji mogło zostać wprowadzone przez Jawajczyków, którzy posługiwali się pismem pegon, adaptacją alfabetu arabskiego.

## Klasyfikacja i wpływy obce
Na odrębność malgaskiego od okolicznych języków Afryki – i jego związek z malajskim czy językami polinezyjskimi – zwrócili uwagę tacy badacze jak Luis Mariano (1613–1614) i Adriaan Reland (1708). Jeszcze wcześniej (1603) Frederick de Houtman dokonał porównania leksyki malgaskiej z malajską, lecz nie sformułował wyraźnych wniosków w sprawie pokrewieństwa tych języków. Począwszy od XIX w. malgaski był uwzględniany w propozycjach rodziny malajsko-polinezyjskiej, przy czym próby ulokowania go wraz z językami filipińskimi lub batak toba okazały się niesłuszne. Pojawił się też głos (William Marsden), jakoby malgaski był bliżej spokrewniony z językiem nias.
Został ostatecznie powiązany z przedstawicielami grupy barito w południowym Kalimantanie w Indonezji. Za historyczną ojczyznę tego języka uważa się południowo-wschodnią część Borneo. W szczególności lokalny język ma’anyan uchodzi za najbliżej spokrewniony z malgaskim. Związek genealogiczny między malgaskim a ma’anyan przeanalizował Otto Christian Dahl w 1951 r. Rodzinę barito, łączącą szereg języków Borneo z rejonu dorzecza Barito, wyróżnił A.B. Hudson w 1967 r. Inne pokrewne języki barito, tworzące z malgaskim i ma’anyan postulowaną grupę południowo-wschodnią, to dusun witu, dusun malang i samihim.
Podstawowe słownictwo malgaskie ma w przeważającej mierze korzenie indonezyjskie (austronezyjskie). Poza słownictwem odziedziczonym występują wpływy leksykalne innych języków austronezyjskich (malajskiego i jawajskiego), a także arabskiego, sanskrytu i języków bantu. W porównaniu do ma’anyan (i pozostałych języków barito południowo-wschodnich) malgaski charakteryzuje się konserwatywną morfosyntaktyką oraz innowacyjną fonologią. Z jednej strony ominęły go pewne zmiany typologiczne, którym uległy języki Indonezji zachodniej, znajdujące się pod silnym i długookresowym wpływem malajskiego; z drugiej strony istnieje koncepcja zakładająca, że na charakter fonologii malgaskiej rzutował kontakt z językami komoryjskimi (możliwy substrat bantu). O ile gramatyka malgaska jest stosunkowo zachowawcza, to z hipotetycznego substratu może pochodzić system czasów w malgaskim. Konserwatywną cechą języka malgaskiego jest austronezyjski system stron gramatycznych („typu filipińskiego”).
Bardzo prawdopodobne, że zalążki języka i społeczności malgaskiej powstały jeszcze na Borneo, poprzedzając migrację wczesnej ludności na Madagaskar. Pewne cechy językowe sugerują, że już wtedy malgaski był samodzielnym reprezentantem języków barito południowo-wschodnich. Malgaski zapożyczył chociażby jawajski prefiks honoryfikatywny -ra, który nie występuje w innych językach grupy; na uprzednio zarysowaną jego odrębność wskazują też niektóre zmiany dźwiękowe. Po przeniesieniu na Madagaskar rozwijał się w stosunkowym odizolowaniu od reszty języków Indonezji, w przeciwieństwie do najbliżej spokrewnionych języków z Borneo, które pozostały w sferze wpływów jawajskich i malajskich. Niemniej część danych leksykalnych świadczy o tym, że po okresie migracji Malgasze wciąż utrzymywali kontakt z ludnością jawajską lub malajską. Zaznaczyło się to w postaci zapożyczeń w dialektach centralnych i wschodnich.
Próby odtworzenia przebiegu pierwszych interakcji z bantu są obarczone spekulacjami. Niejasne pozostaje pochodzenie postulowanego substratu. Pierwotnie zakładano, że migranci z Borneo zetknęli się ze wcześniejszą ludnością Madagaskaru i wówczas doszło do nałożenia się wpływów bantu; według nowszej propozycji migranci mogli spędzić pewien czas w Afryce kontynentalnej, zanim osiedlili się na Madagaskarze (który był niezamieszkały lub zamieszkany przez ludność innego pochodzenia).

## Gramatyka

### Części mowy

#### Rzeczownik
- Rzeczowniki są nieodmienne, nie mają też osobnej formy liczby mnogiej[40].

#### Zaimki osobowe[41]
|                          | Mianownik | Celownik | Dopełniacz      |
| ------------------------ | --------- | -------- | --------------- |
| 1. os. lp.               | izaho/aho | ahy      | -ko/-o          |
| 2. os. lp.               | ianao     | anao     | -nao/-ao        |
| 3. os. lp./lmn.          | izy       | azy      | -ny             |
| 1. os. lmn. (inclusivus) | isika     | antsika  | -ntsika/-tsika  |
| 1. os. lmn. (exclusivus) | izahay    | anay     | -nay/-ay        |
| 2. os. lmn.              | ianareo   | anareo   | -nareo/-areo    |
| 3. os. lmn.              | izy ireo  | azy ireo | -n’izy ireo/-ny |
- Podobnie jak w wielu innych językach austronezyjskich, zaimki dzierżawcze doczepiane są bezpośrednio do rzeczownika. Przykłady: ny bokiko „moja książka” (por. mal./indonez. bukuku), ny bokinao „twoja książka”, ny bokiny „jego, jej, ich książka” (por. mal./indonez. bukunya).

#### Przymiotnik
- Przymiotniki są nieodmienne, występują po określanym rzeczowniku.

#### Czasownik
- Czasowniki nie odmieniają się przez osoby.
- Czasy gramatyczne wyrażane są przez odpowiedni przedrostek: miteny aho „mówię”, niteny aho „mówiłem”, hiteny aho „powiem”; matory izy „ona śpi”, natory izy „ona spała”, hatory izy „ona będzie spała”.
- Przeczenie wyrażane jest za pomocą partykuły tsy: tsy miteny aho „nie mówię”, tsy tiako ity „nie podoba mi się to”, tsy bokiko ito „to nie jest moja książka”.

### Składnia
Język malgaski charakteryzuje się rzadko występującym szykiem zdania typu VOS, czyli orzeczenie-dopełnienie-podmiot. Przykłady zdań:
- Mamaky boky ny mpianatra

(dosłownie „czyta książkę student”)
„Student czyta książkę”
- Nividy ronono ho an’ny zaza ny vehivavy

(„kupiła mleko dla dziecka kobieta”)
„Kobieta kupiła mleko dla dziecka”

## Słownictwo
Ponad 90% podstawowego zasobu leksykalnego języka malgaskiego ma podłoże austronezyjskie, lecz większość słów związanych z hodowlą zwierząt pochodzi z języków bantu. W szczególności zaznaczyły się wpływy języka suahili i języków komoryjskich, z którymi malgaski przeszedł historię kontaktu. Wiele wyrazów bantu zostało zapożyczonych wraz z prefiksami klas, które na ogół nie pełnią żadnej funkcji gramatycznej w malgaskim. Jedynie prefiks klasy 7 (ki-) wszedł do morfologii malgaskiej, stając się składnikiem rzeczowników (w tym zdrobnień). Część wcześnie zapożyczonych elementów ma swoje źródło w bliżej niezidentyfikowanych językach bantu (innych niż suahili i języki komoryjskie).
Inne wczesne źródła zapożyczeń w malgaskim to m.in. języki dzisiejszej Indonezji (malajski z Sumatry, język banjar, język jawajski, języki południowego Celebesu), a także sanskryt i język arabski. Wpływy malajskie wynikają ze znaczenia języka Malajów jako lingua franca Azji Południowo-Wschodniej. Większość zapożyczeń malajskich wywodzi się z odmian używanych na Sumatrze, choć niektóre z nich wykazują cechy typowe dla języka banjar (kolejnego przedstawiciela języków malajskich). O ile część wyrazów jawajskich wyraźnie pochodzi bezpośrednio z tegoż języka, to innych mógł użyczyć malajski jako pośrednik. W zapożyczaniu wyrazów sanskryckich najpewniej pośredniczyły oba języki (malajski i jawajski), przy czym brak dostatecznej wiedzy nt. wczesnych form malajskiego utrudnia stwierdzenie, który z nich odegrał w tym procesie największą rolę. Pożyczki południowocelebeskie dają się powiązać w szczególności z językiem bugijskim, ale trudno wyrokować o ich dokładnej proweniencji z perspektywy historycznej; nie jest bowiem jasne, czy społeczność bugijska zdążyła się wyodrębnić przed okresem migracji. Zapożyczenia arabskie natomiast przenikły do malgaskiego w dużej mierze z języków bantu; z tego samego źródła pochodzą też pożyczki perskie. Część arabizmów została przyjęta za pośrednictwem źródła malajskiego, prawdopodobnie w okresie kontaktów postmigracyjnych z Indonezją. Zidentyfikowano także niewielką grupę możliwych zapożyczeń z ngaju, jednego z lokalnych języków Borneo. R. Blench (2018) zebrał szereg kolejnych podobieństw leksykalnych między malgaskim a różnymi językami Celebesu, a także niewielką liczbę prawdopodobnych zapożyczeń z języków filipińskich.
Zapożyczenia malajskie i jawajskie znalazły swoje miejsce w rozmaitych domenach semantycznych. Wyrazy pochodzenia malajskiego są wyjątkowo silnie reprezentowane w kontekście morskim i nawigacyjnym. Z obu języków pochodzi znaczna grupa słów malgaskich określających części ciała; zapożyczono też pewne nazwy roślin i zwierząt, nazewnictwo metalurgiczne, wyższe liczebniki oraz słownictwo związane z kalendarzową rachubą czasu. Wyrazy indyjskie są czasem rozpatrywane jako bezpośrednie zapożyczenia z języków Indii, zaczerpnięte w drodze postulowanych kontaktów między Indiami a Malgaszami (w okresie migracji), lecz za takimi interakcjami niezbyt przemawiają fakty językowe. Praktycznie wszystkie pożyczki sanskryckie w malgaskim odnotowano również w malajskim i jawajskim; ponadto w znacznym zakresie odzwierciedlają one zmiany semantyczne i fonologiczne, którym uległy wyrazy indyjskie w tych językach Archipelagu Malajskiego.

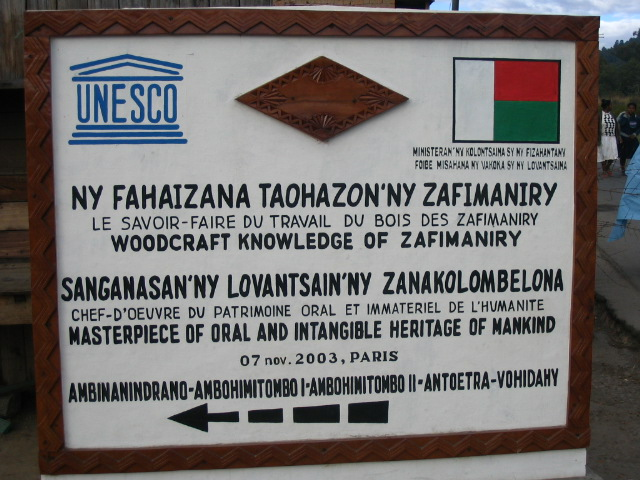
Trójjęzyczna tablica na Madagaskarze (malgaski, francuski, angielski)

Biorąc pod uwagę stosunkowo niewielką liczbę zapożyczeń z sanskrytu w malgaskim (w porównaniu do zasobów takich zapożyczeń w niektórych językach Indonezji), zasugerowano, że migranci z Borneo opuścili wyspę niedługo po tym, jak do Indonezji zaczęły docierać wpływy kultury indyjskiej (V w.). Według innej koncepcji (K.A. Adelaar) migracja musiała mieć miejsce znacznie później (w okresie od VII do XIII w.), wraz z pojawieniem się wśród ludności malgaskiej na Borneo pierwszych wpływów malajskich i jawajskich, które doprowadziły do przyjęcia przez wczesny język malgaski wyrazów sanskryckich. Istnieje też możliwość, że doszło do więcej niż jednej migracji.
W malgaskim występują liczne zapożyczenia francuskie, co wynika z historycznej roli języka francuskiego; ponadto francuski pozostaje w szerokim użyciu, konkurując z malgaskim. Do obiegu wszedł także pewien zasób anglicyzmów.
Minirozmówki
| Polski                    | Malgaski                                    | IPA                           |
| ------------------------- | ------------------------------------------- | ----------------------------- |
| Angielski                 | Anglisy                                     | ãŋɡliʂ                        |
| Tak                       | Eny                                         | ˈʲenj                         |
| Nie                       | Tsia, tsy                                   | tsi, tsʲ                      |
| Cześć!                    | Salama!                                     | saˈlamə̥                       |
| Jak się masz?             | Manao ahoana?                               | manaˈʷonə̥, manaˈonə̥           |
| Dziękuję, dobrze.         | Tsara fa misaotra.                          | ˈtsarə̥ fa mʲˈso:tʂə̥           |
| Do widzenia!              | Veloma!                                     | veˈlumə̥                       |
| Proszę                    | Azafady                                     | azaˈfadʲ                      |
| Dziękuję                  | Misaotra                                    | mʲˈsawtʂa                     |
| Nie ma za co.             | Tsy misy fisaorana.                         | tsʲ ˈmisʲ fʲˈso:ranə̥          |
| Przepraszam               | Miala tsiny                                 | mjala ˈtsinʲ                  |
| Kto?                      | Iza?                                        | ˈi:za, ˈiza                   |
| Co?                       | Inona?                                      | in:a                          |
| Kiedy?                    | Rahoviana?                                  | roᶷˈvinə̥, rawˈvinə̥            |
| Gdzie?                    | Aiza?                                       | ajzə̥                          |
| Dlaczego?                 | Fa maninona?                                | fa manin:ə̥                    |
| Jak?                      | Ahoana?                                     | aˈʷonə̥                        |
| Ile?                      | Hoatrinona?                                 | ʷoˈtʂin:ə̥                     |
| Jak się nazywasz?         | Iza no anaranao?                            | iza njanaraˈnaw               |
| Dla                       | Ho an’ny                                    | wan:i                         |
| Ponieważ                  | Satria                                      | saˈtʂi                        |
| Nie rozumiem.             | Tsy mazava lub tsy azoko                    | tsʲ mazavə̥                    |
| Tak, rozumiem.            | Eny, mazava (lub azoko)                     | ʲenʲ mazavə̥                   |
| Na pomoc!                 | Vonjeo!                                     | vunˈdzew                      |
| Czy może mi Pan(i) pomóc? | Afaka manampy ahy ve ianao azafady?         | afaka manapʲ a ve naw azafadʲ |
| Gdzie jest toaleta?       | Aiza ny efitrano fivoahana? (Aiza ny V.C.?) | ajza njefitʂanʷ fiˈvwa:nə̥     |
| Czy mówisz po angielsku?  | Miteny anglisy ve ianao?                    | miˈtenʲ ãŋˈɡliʂ ve ˈnaw       |
| Nie mówię po malgasku.    | Tsy mahay teny malagasy aho.                | tsʲ maaj tenʲ malaˈɡasʲ a     |
| Nie mówię po francusku.   | Tsy mahay teny frantsay aho.                | tsʲ maaj tenʲ frantsaj a      |
| Chce mi się pić.          | Mangetaheta aho.                            | maŋɡetaˈeta                   |
| Jestem głodny.            | Noana aho.                                  | no:na                         |
| Jestem zmęczony.          | Vizaka aho.                                 | ˈvizaka                       |
| Chcę jechać do Antsirabe. | Te-handeha any Antsirabe aho.               | teande anjantsirabea          |
| To za drogo!              | Lafo be izany!                              | lafʷˈbe zanʲ                  |
| Lubię...                  | Tiako...                                    | tikʷ                          |
| Kocham cię.               | Tiako ianao.                                | tikwenaʷ                      |
| Liczebniki                |                                             |                               |
| jeden                     | iray/isa                                    | isə̥                           |
| dwa                       | roa                                         | ru                            |
| trzy                      | telo                                        | telʷ                          |
| cztery                    | efatra                                      | ˈefatʂə̥                       |
| pięć                      | dimy                                        | ˈdimʲ                         |
| sześć                     | enina                                       | en:                           |
| siedem                    | fito                                        | fitʷ                          |
| osiem                     | valo                                        | valʷ                          |
| dziewięć                  | sivy                                        | sivʲ                          |
| dziesięć                  | folo                                        | fulʷ                          |
| jedenaście                | iraika ambin’ny folo                        | rajkʲambefulʷ                 |
| dwanaście                 | roa ambin’ny folo                           | rumbefulʷ                     |
| dwadzieścia               | roapolo                                     | ropulʷ                        |
| trzydzieści               | telopolo                                    | telopulʷ                      |
| czterdzieści              | efapolo                                     | efapulʷ                       |
| pięćdziesiąt              | dimampolo                                   | dimapulʷ                      |
| sześćdziesiąt             | enim-polo                                   | empulʷ                        |
| siedemdziesiąt            | fitopolo                                    | fitupulʷ                      |
| osiemdziesiąt             | valopolo                                    | valupulʷ                      |
| dziewięćdziesiąt          | sivifolo                                    | sivfulʷ                       |
| sto                       | zato                                        | zatʷ                          |
| dwieście                  | roan-jato                                   | rondzatʷ                      |
| tysiąc                    | arivo                                       | arivʷ                         |
| dziesięć tysięcy          | iray alina                                  | rajal                         |
| sto tysięcy               | iray hetsy                                  | rajetsʲ                       |
| milion                    | iray tapitrisa                              | rajtaptʂisə̥                   |
| miliard                   | iray lavitrisa                              | rajlavtʂisə̥                   |

Porównanie liczebników
| Polski   | jeden             | dwa   | trzy | cztery | pięć | sześć | siedem | osiem         | dziewięć | dziesięć |
| Malgaski | iray/isa/erana    | roa   | telo | efatra | dimy | enina | fito   | valo          | sivy     | folo     |
| Ma’anyan | isaq (isaʔ)/erang | ruweh | telu | epat   | dime | enem  | pitu   | walu          | suwey    | sapuluh  |
| Malajski | satu/esa          | dua   | tiga | empat  | lima | enam  | tujuh  | lapan/delapan | sembilan | sepuluh  |

Porównanie słownictwa
| Polski           | Malgaski  | Ma’anyan  | Malajski         |
| ---------------- | --------- | --------- | ---------------- |
| deszcz           | orana     | uran      | hujan            |
| dzień            | andro     | anrau     | hari             |
| język (organ)    | lela      | lelaʔ     | lidah            |
| kamień           | vato      | watu      | batu             |
| kobieta          | vavy      | wavey     | perempuan/wanita |
| kość             | taolana   | taʔulaʔ   | tulang           |
| księżyc, miesiąc | volana    | wulan     | bulan            |
| lina             | tady      | tadi      | tali             |
| oko/oczy         | maso      | mate      | mata             |
| osoba            | olona     | ulun      | orang            |
| owoc             | voa       | wuaʔ      | buah             |
| słońce           | masoandro | mateanrau | matahari         |
| wątroba          | aty       | atey      | hati             |
| włosy/upierzenie | volo      | wulu      | rambut/bulu      |